# 第25回日本アカデミー賞
第25回日本アカデミー賞は2002年（平成14年）3月8日に行われた日本アカデミー賞の発表・授賞式。
新高輪プリンスホテルで開催され、司会は関口宏と吉永小百合が務めた。

## 最優秀作品賞
- 千と千尋の神隠し

### 優秀作品賞
- ウォーターボーイズ
- GO
- 千年の恋 ひかる源氏物語
- ホタル

## 最優秀監督賞
- 行定勲（GO）

### 優秀監督賞
- 滝田洋二郎（陰陽師）
- 降旗康男（ホタル）
- 三谷幸喜（みんなのいえ）
- 矢口史靖（ウォーターボーイズ）

## 最優秀脚本賞
- 宮藤官九郎（GO）

### 優秀脚本賞
- 竹山洋・降旗康男（ホタル）
- 早坂暁（千年の恋 ひかる源氏物語）
- 三谷幸喜（みんなのいえ）
- 矢口史靖（ウォーターボーイズ）

## 最優秀主演男優賞
- 窪塚洋介（GO）

### 優秀主演男優賞
- 竹野内豊（冷静と情熱のあいだ）
- 妻夫木聡（ウォーターボーイズ）
- 野村萬斎（陰陽師）
- 役所広司（赤い橋の下のぬるい水）

## 最優秀主演女優賞
- 岸惠子（かあちゃん）

### 優秀主演女優賞
- 小泉今日子（風花）
- 田中裕子（ホタル）
- 安田成美（大河の一滴）
- 吉永小百合（千年の恋 ひかる源氏物語）

## 最優秀助演男優賞
- 山﨑努（GO）

### 優秀助演男優賞
- 小林稔侍（ホタル）
- 田中邦衛（みんなのいえ）
- 三國連太郎（大河の一滴）
- 渡辺謙（千年の恋 ひかる源氏物語）

## 最優秀助演女優賞
- 柴咲コウ（GO）

### 優秀助演女優賞
- 天海祐希（千年の恋 ひかる源氏物語）
- 大竹しのぶ（GO）
- 小泉今日子（陰陽師）
- 奈良岡朋子（ホタル）

## 最優秀音楽賞
- 松田岳二・冷水ひとみ（ウォーターボーイズ）

### 優秀音楽賞
- 梅林茂（陰陽師）
- 国吉良一（ホタル）
- 冨田勲（千年の恋 ひかる源氏物語）
- めいなCo.（GO）

## 最優秀撮影賞
- 柳島克己（GO）

### 優秀撮影賞
- 栢野直樹（陰陽師）
- 木村大作（ホタル）
- 鈴木達夫（千年の恋 ひかる源氏物語）
- 津田豊滋（冷静と情熱のあいだ）

## 最優秀照明賞
- 高屋齋（GO）

### 優秀照明賞
- 長田達也（陰陽師）
- 渡辺三雄（ホタル）
- 安藤清人（千年の恋 ひかる源氏物語）
- 川井稔（冷静と情熱のあいだ）

## 最優秀美術賞
- 西岡善信・松宮敏之（千年の恋 ひかる源氏物語）

### 優秀美術賞
- 西岡善信（かあちゃん）
- 福澤勝広（ホタル）
- 部谷京子（陰陽師）
- 和田洋（GO）

## 最優秀録音賞
- 小野寺修・柿澤潔（陰陽師）

### 優秀録音賞
- 郡弘道（ウォーターボーイズ）
- 佐俣マイク ・ 瀬川徹夫（千年の恋 ひかる源氏物語）
- 柴山申広（GO）
- 本田孜（ホタル）

## 最優秀編集賞
- 今井剛（GO）

### 優秀編集賞
- 西東清明（ホタル）
- 只野信也（千年の恋 ひかる源氏物語）
- 冨田功・冨田伸子（陰陽師）
- 宮島竜治（ウォーターボーイズ）

## 最優秀外国作品賞
- リトル・ダンサー

### 優秀外国作品賞
- A.I.
- ショコラ
- ハリー・ポッターと賢者の石
- 山の郵便配達

## 新人俳優賞
- 窪塚洋介（GO）
- 田中直樹（みんなのいえ）
- 妻夫木聡（ウォーターボーイズ）
- 野村萬斎（陰陽師）
- 加賀美早紀（プラトニック・セックス）
- 柴咲コウ（GO）
- 真中瞳（ココニイルコト）
- 八木亜希子（みんなのいえ）

## 話題賞

### 作品部門
- プラトニック・セックス

### 俳優部門
- 田中直樹（みんなのいえ）

## 会長功労賞
- 宮崎駿

## 会長特別賞
- 俊藤浩滋（プロデューサー）
- 相米慎二（監督）
- 勅使河原宏（監督）

## 協会特別賞
- 宇野一朗（音楽コーディネーター）
- 木村弓（主題歌賞）対象作品『千と千尋の神隠し』
- 松本好子（結髪）
- 丸山澄江（結髪）